# Fulton (Buenos Aires)
Fulton es una localidad argentina ubicada en el partido de Tandil en la provincia de Buenos Aires.
Está ubicado a 38km de la cabecera del partido. Se llega por la Ruta Provincial 74 en dirección a Ayacucho, hasta el cruce de vías, y luego por un acceso consolidado de 8 km. Cuenta con una pequeña capilla, “San Isidro Labrador”, una sala de primeros auxilios, una escuela, un jardín de infantes y la cancha de fútbol Jorge Newbery.

## Población
Cuenta con 76 habitantes (dato de un censo local de 1996).
| Gráfica de evolución demográfica de Fulton (Buenos Aires) entre 1994 y 1996 |
|                                                                             |
| Censos Locales de 1994 y 1996                                               |

## Historia
El pueblo se fundó junto con la Estación Fulton el 14 de diciembre de 1914. La estación pertenece al ramal Tandil-Lobería del Ferrocarril General Roca.

## Educación
En 1948 se abre la escuela primaria de chapa en el club Fultense. Ese mismo año se inaugura la biblioteca Domingo Faustino Sarmiento.
El 30 de mayo de 1964 el Colegio de Escribanos de Tandil dona la construcción del edificio para trasladar la escuela. Allí se funda la Escuela Primaria Nro 44.
En el año 1981 se cierran las escuelas rurales aledañas a Fulton, y en el pueblo se
crea la Escuela de Concentración (1982), que pasa a llamarse CER Nro 4 (Concentración Escolar Rural).
En el mismo año se funda el Jardín de Infantes Nro 914, que funciona en el antiguo destacamento policial.
La escuela secundaria Anexo Técnica Nro 2 se inaugura en el año 2002.
En el año 2013 dio comienzo el plan Fines2 de secundaria de adultos en el mismo edificio de la escuela.

## Cultura y Deporte
En Fulton el Club Jorge Newbery sigue abierto, cuenta con una cancha de fútbol y juega en la liga rural.

Desde 2008 se organiza la "Correcaminata" de 8 km alrededor de Fulton. Es un evento deportivo anual que organiza la comisión vecinal para recaudar fondos de manutención del pueblo. 

## Autoridades
Delegado rural:	Edgardo Zubigaray

Intendente (del Partido de Tandil): Miguel Ángel Lunghi

## Ferrocarril
La estación se inauguró el 14 de diciembre de 1914.
Pertenecía al ramal Tandil-Loberia (ex Ferrocarril Sud - Ferrocarril Roca).
En 1914 se empezó a construir el primer embarcadero de ganado y los galpones para cargas grales y cereales.
(Fuente: Biblioteca de la Escuela 44 de Fulton)
En 1930 llegaron las primeras máquinas agrícolas transportadas por tren.
El tren de pasajeros dejó de pasar a fines del año 1979, los cargueros circularon hasta principios de los 2000.
En la estación funciona un microemprendimiento gastronómico.

## Economía
Las actividades principales son la agricultura y la ganadería.
A principios del siglo XX llegó a haber 40 tambos manuales (en 1914), se hacían cremas y mantecas, se elaboraban entre 200 y 300 quesos por día. Hoy subsiste un tambo mecánico.
En la actualidad funcionan algunos emprendimiento como "Estaful"  de alfajores, el almacén "Adela" y "Conservas de la Estación de Fulton".